# 種子音樂
種子音樂有限公司（Seed Music），是一間台灣唱片公司，創辦人為田定豐。

## 歷史
種子音樂於1995年由科藝百代成立，創辦人為田定豐，過去曾簽屬張信哲、周傳雄（小剛）、黃鶯鶯、于台煙等歌手或藝人。1999年，種子音樂轉與魔岩唱片合作。
2003年，種子音樂轉型為獨立唱片公司，相繼在台北市與北京市成立跨台海兩岸的操作平台。隨著種子音樂發展，分別簽屬吳克群、光良、許茹芸、伊能靜、溫嵐、江美琪、許哲珮、郭書瑤（瑤瑤）、曹格、張棟樑、戴佩妮、劉思涵、汪小敏、陶喆、柯有倫、黃雅莉、林明禎、阿杜等華語歌手；並且拓展韓國，簽屬藝人F.Cuz。2011年12月，英皇娛樂與種子音樂結盟，代理旗下古巨基、謝霆鋒、容祖兒、鍾欣潼、蔡卓妍、泳兒所發行作品，直到2015年結束合作。
2013年，吳鋒接掌種子音樂集團CEO，以其對數位音樂趨勢的獨到見解，且更著重全球化的商業模式探索及發展策略，並堅持優良音樂製作本質，勢必領導種子開創新局，迎接數位音樂全方位時代的來臨。
2013至今，種子音樂延續穩健成長的步伐。其在吳鋒領導下不斷完善數位內容分發機制，並強化跨海運營，包括台灣、中國大陸、新加坡、馬來西亞、韓國等地區。公司陸續打造「三星一體」的娛樂生態整合模式，涵蓋唱片製作、經紀與藝人培育，並進一步推動選秀計畫與夢幻學院等培訓計畫。此外，2025年啟動「臺灣經典音樂種子計畫」，目標為發掘並扶植經典音樂領域新銳人才。相關策略標誌了從唱片公司向全方位娛樂集團的蛻變，也反映出對未來市場的野心與布局。

## 現行合作歌手
| 男歌手   | 男歌手        | 男歌手      | 男歌手 |
| -------- | ------------- | ----------- | ------ |
| 品冠     | 陳學冬        | 陳零九      | 任嘉倫 |
| 羅大佑   |               |             |        |
| 女歌手   |               |             |        |
| 林芯儀   | 汪小敏        | 黃齡        | 路嘉欣 |
| 王承渲   | Jocelyn 9.4.0 | 趙慧仙      | 吳卓源 |
| 頌樂     |               |             |        |
| 組合     |               |             |        |
| 南拳媽媽 | MFM           | AcQUA源少年 |        |

## 過往合作歌手

### 男
- 張信哲（1995年－1997年）合約包括科藝百代部份，1997年轉投新力音樂
- 光良（2006年－2009年）2009年合約期滿，2010年轉投星娛音樂
- 周傳雄 （1995年－1997年；2011年－2012年）合約包括科藝百代部份，2000年轉投新力音樂，2003年自組成立哈薩雅琪製作並轉投愛貝克思，2004年轉投環球音樂，2011年重返，2014年轉投台灣索尼音樂娛樂，2020年轉投福茂唱片
- 吳建飛（2008年－）
- 林健輝（2009年－2011年）
- 葉乃文（2008年－2012年）
- 井柏然（2010年－2013年）
- 曾昱嘉（2010年－2013年）2013年合約期滿
- 陳冠希（2010年－2011年）
- 曾昱嘉（2010年－2012年）
- 曹格（2010年）
- 張棟樑（2011年－2013年）2013年合約期滿，轉投環球音樂
- 葉秉桓（2015年－2017年）2017年合約期滿
- 吳克群（2003年－2013年）2013年合約期滿，2014年轉投華納音樂，2019年轉投何樂音樂
- 許光漢（2011－2013年）2013年合約期滿，2020年轉投何樂音樂
- 王栎鑫（2007年－2010年）2010年合約期滿
- 葉秉桓（2016年－2019年）
- 林欣甫（2017年－2018年）2018年合約期滿
- 阿杜（2017年－2021年）2021年合約期滿
- 胡宇威（2017年－2018年）2018年合約期滿
- 柯有倫（2014年－2020年）2020年合約期滿
- 陶喆（2012年－2021年）2021年合約期滿
- 謝震廷（2018年－2023年）2023年合約期滿

### 女
- 台煙（1996年－1998年）合約包括科藝百代部份，1998年轉投創世季音樂
- 黃鶯鶯（1995年－1998年）合約包括翠禧音樂、科藝百代部份，1998年轉投環球音樂
- 順子（2004年－2006年）2006年解約，2014年轉投十一音像有限公司
- 伊能靜（2006年－2008年）2008年合約期滿，2010年轉投美夢成真音樂
- 江美琪（2006年－2008年）2009年合約期滿，2010年轉投星娛音樂，2017年轉投索尼音樂娛樂
- 許哲珮（2007年－2008年）2008年合約期滿，2009年轉投彎的音樂
- 許茹芸（2007年－2010年）2010年合約期滿，2011年轉投亞神音樂
- 戴佩妮（2011年－2013年、2014年－）合約期滿，自組成立妮樂佛音樂
- 郭書瑤（2009年－2014年）2014年合約期滿，轉投和群娛樂（華納音樂代理發行）
- 溫嵐（2007年－2013年）2014年合約期滿，自組成立嵐圖娛樂，轉投太陽娛樂文化，2018年轉投誠利千代娛樂文化
- 關詩敏（2012年 2017年）2017年合約期滿，2018年轉投亞神音樂
- 黃雅莉（2014年－2017年）2017年合約期滿
- 郭修彧（2015年－2018年）代理發行，2019年發行商轉為地球娛樂
- 林芯儀（2015年－2020年）
- 刘思涵（2012年－2019年）2019年合约期满，2020年转投智慧大狗
- 林采欣 (2016年-2019年) 2019年合约期满，2020年转投華納音樂
- 林明禎（2015年－2020年）2020年合約期滿
- 李雨（2017年－2019年）
- 黑嘉嘉（2016年－2021年）

### 組合
- Lollipop@F（2014年－2017年）2017年合約期滿，解散
- TRASH樂團
- ALL-RANGE
- 佛跳牆 (樂團)
- 公館青少年
- 拍謝少年

### 韓團
- F.Cuz
- Dal★Shabet
- T-ara

## 外部連結
- 種子音樂的Facebook專頁
- 種子音樂的新浪微博
- 種子音樂的Instagram帳戶